# 紫花鹿药
紫花鹿药（学名：Maianthemum purpureum）为天门冬科舞鹤草属的植物。其种加词“purpureum”意为“紫色的”，指的是花为紫色的。分布于印度、锡金、尼泊尔以及中国大陆的云南、西藏等地，生长于海拔3,200米至4,000米的地区，多生于灌丛下和林下，目前尚未由人工引种栽培。